# Parâmio
Parâmio é uma povoação portuguesa sede da Freguesia de Parâmio do Município de Bragança, freguesia com 22,57 km² de área e 195 habitantes (censo de 2021), tendo, por isso, uma densidade populacional de 8,6 hab./km².
As localidades de Maçãs, Fontes de Transbaceiro e Zeive pertencem a esta freguesia.

## Demografia
A população registada nos censos foi:
| Distribuição da População por Grupos Etários | Distribuição da População por Grupos Etários | Distribuição da População por Grupos Etários | Distribuição da População por Grupos Etários | Distribuição da População por Grupos Etários |
| -------------------------------------------- | -------------------------------------------- | -------------------------------------------- | -------------------------------------------- | -------------------------------------------- |
| Ano                                          | 0-14 Anos                                    | 15-24 Anos                                   | 25-64 Anos                                   | > 65 Anos                                    |
| 2001                                         | 29                                           | 15                                           | 126                                          | 111                                          |
| 2011                                         | 13                                           | 18                                           | 87                                           | 96                                           |
| 2021                                         | 14                                           | 12                                           | 89                                           | 80                                           |